# Xoconoxtle, San Luis Potosí
Xoconoxtle är en ort i Mexiko.   Den ligger i kommunen Zaragoza och delstaten San Luis Potosí, i den centrala delen av landet, 300 km nordväst om huvudstaden Mexico City. Xoconoxtle ligger 2 069 meter över havet och antalet invånare är 788.
Terrängen runt Xoconoxtle är huvudsakligen kuperad, men västerut är den platt. Runt Xoconoxtle är det ganska glesbefolkat, med 31 invånare per kvadratkilometer. Närmaste större samhälle är Zaragoza, 7,1 km söder om Xoconoxtle. Omgivningarna runt Xoconoxtle är i huvudsak ett öppet busklandskap.